# M/t Lastovo
M/t Lastovo je eden izmed trajektov v floti reške Jadrolinije. Namenjen je vožnji na lokalnih linijah večinoma na splitskem plovnem območju.

## Tehnične značilnosti
- dolžina: 72, 7 metrov
- širina: 13, 6 metra
- ugrez: 3, 7 metra
- hitrost: 15,5 vozlov
- število potnikov: 500
- število avtomobilov: 60

## Zgodovina
Trajekt je bil zgrajen leta 1969 na Japonskem v ladjedelnici Kurushima Dock Co. Ltd. za japonskega ladjarja Shikoku Chuo Ferry Boat K.K. Plul je pod imenom Ishizuchi na liniji Kawanoe - Kobe.
Leta 1978 ga je kupila reška Jadrolinija in od tedaj vozi pod njeno zastavo. Trajekt je bilo potrebno prepeljati v Jadransko morje. Naloga je bila zaupana kapitanu dolge plovbe Pasku Nadramiji, ki je bil na poti iz Japonske do Reke več kot mesec dni, in sicer med 15. aprilom in 24. majem 1978. Trajekt je bil po vpisu v jugoslovanski register ladij preimenovan, in sicer sprva v Partizanko, a še istega leta v Lastovo I. Kupljen je bil namreč za plovbo na liniji Split - Vela luka - Ubli na otoku Lastovo.
Trajekt je bil redno vzdrževan, a je kljub temu avgusta 1993 v ladijski strojnici izbruhnil požar, ki je naredil veliko škodo. Nihče od potnikov in posadke ni bil poškodovan. Trajekt je bil zato odvlečen v Split, kjer so celo razmišljali o smotrnosti popravila oz. o razrezu v staro železo. A ker so bile tedaj na Hrvaškem vojne razmere, so trajekt vseeno popravili. V ladjedelnici Brodoremont Jadran so vgradili nove motorje in izvedli ostale popravke. Avgusta 1994 je ponovno zaplul. Z novimi motorji so ladji podaljšali življenjsko dobo in bo plula najmanj do leta 2025. 
Leta 1998 je bil trajekt ponovno preimenovan; ob imenu je bila odstranjena številka I. Leta 2004 so v ladjedelnici Kraljevica prenovili še celotno notranjost (trije novi saloni za potnike, nove sanitarije, stopnišče, bife). Načrt prenove je izvedlo slovensko podjetje Smelt d.d. Leta 2012 sta bila odstanjena dva klasična rešilna čolna in zamenjana z gumenjaki. 
Ker je navkljub svoji starosti še danes eden izmed najhitrejših lokalnih trajektov, v poletni sezoni pogosto pluje na linijah iz Splita proti Šolti, Braču, Visu, Korčuli in Lastovu.
Njegovi pomanjkljivosti pa sta danes prenizka višina garaže in v času poletnega povečanja števila avtomobilov premajhna kapaciteta vkrcanih vozil.

## Nesreče
11. avgusta 2024 se je zgodila nesreča pri kateri je udeležen trajekt Lastovo na redni liniji: Zadar - Ist - Olib - Silba - Premuda -  Mali Lošinj. Nesreča se je zgodila okrog 15.10 popoldan v pristanišču na otoku Mali Lošinj, ko so člani posadke preverjali uvozno klančino na trajekt, pred ponovnim vkrcavanjem avtomobilov in potnikov. V tem trenutku je 10 tonska uvozna klančina nenadzorovano padla na 3 člane posadke Jadrolinije, ki so takrat bili neposredno pod njo. Vsi 3 člani posadke so v nesreči izgubili življenje, še eden ki ga je klančina prav tako zadela med spustom je težje telesno poškodovan. Uprava Jadrolinije je potrdila, da je trajekt imel vsa potrebna veljavna potrdila za opravljanje plovbe. Preiskava nesreče je še vedno v teku, nekateri mediji pa neuradno navajajo, da naj bi del tragične nesreče bil tudi človeški faktor, saj uvozna klančina med pregledom ni bila zavarovana z varovalnim klinom, hkrati pa ostajajo odprta vprašanja ali je na 55 let starem trajektu zatajila hidravlika, da je uvozna klančina nenadzorovano padala. Uradni vzroki za nastanek najbolj tragične nesreče v zgodovini prevoznika Jadrolinija bodo znani po končani navtični in varnostni preiskavi ter po preiskavi Agencije za preiskovanje letalskih, pomorskih in železniških nesreč.